# The Sign of Four (1983)
The Sign of Four é um filme de mistério feito para a televisão dirigido por Desmond Davis e lançado em 1983. É baseado no romance de mesmo nome, de Arthur Conan Doyle